# Schneewittchen (2009)
Schneewittchen ist ein deutscher Märchenfilm aus dem Jahr 2009. Er beruht auf dem gleichnamigen Märchen der Brüder Grimm und entstand im Rahmen der Märchenfilm-Reihe Acht auf einen Streich, die das Erste Deutsche Fernsehen im Weihnachtsprogramm 2009 erstmals ausstrahlte.

## Handlung
Eine Königin sitzt im Winter an einem Fenster ihres Schlosses und sticht sich beim Nähen in den Finger, als sie träumend aus dem Fenster schaut. Einige Blutstropfen fallen in den Schnee. Beim Anblick der roten Tropfen im weißen Schnee wünscht sie sich ein Kind, so weiß wie Schnee, so rot wie Blut und so schwarz wie Ebenholz. Einige Zeit später geht ihr Wunsch in Erfüllung. Sie bekommt eine kleine Tochter, der sie den Namen „Schneewittchen“ gibt. Doch das Glück der Königin währt nicht lang, sie stirbt und der König nimmt sich nach einiger Zeit eine neue Gattin.
Schneewittchen, die zu einer wunderschönen jungen Frau herangewachsen ist, erregt alsbald den Neid der eitlen Stiefmutter. Als ihr tückischer Spiegel ihr sagt, Schneewittchen sei tausendmal schöner als sie, zwingt sie den Jäger, die verhasste Stieftochter des nachts in den Wald zu führen und dort zu töten. Der Jäger lässt Schneewittchen jedoch laufen.
Als Schneewittchen auf eine kleine Hütte im Wald trifft, geht sie hinein. In dieser befinden sich sieben kleine Bettchen, sieben Stühlchen, sieben Tellerchen, sieben Becherchen, sieben kleine Gabeln, sieben kleine Löffel und sieben kleine Messer. Das hungrige und erschöpfte Mädchen isst die auf dem Tisch vorbereiteten Speisen und legt sich danach schlafen. Als die sieben Zwerge, die das Haus bewohnen, ihr Heim nach Beendigung ihrer Arbeit betreten, wundern sie sich, wer von ihrem Essen gegessen und aus ihrem Becherchen getrunken hat. Dann sehen sie ein wunderschönes Mädchen schlafend im Bett liegen. Als Schneewittchen erwacht, erzählt sie den Zwergen ihre traurige Geschichte. Die Zwerge beschließen, Schneewittchen bei sich zu behalten und das Mädchen willigt im Gegenzug ein, die anfallende Hausarbeit zu erledigen.
Als die Königin wiederum ihren Spiegel befragt, erfährt sie, dass Schneewittchen noch lebt. Daraufhin sucht sie ihre Stieftochter verkleidet auf, um die junge Frau nun selbst zu töten. Nachdem zwei Versuche scheiterten, gelingt es ihr beim dritten Versuch, Schneewittchen mit Hilfe eines vergifteten Apfels zu töten. Nachdem die Zwerge Schneewittchen beim Versuch mit einem zu eng geschnürten Mieder und einem vergifteten Kamm noch helfen konnten, gelingt ihnen das diesmal nicht. Die Zwerge legen Schneewittchen in einen gläsernen Sarg und wollen diesen zu ihrer Arbeitsstelle mitnehmen. Der junge  Prinz, der Schneewittchen bereits im Schloss ihres Vaters gesehen und sich in sie verliebt hatte, kommt des Weges. Er ist nach dem spurlosen Verschwinden Schneewittchens auf der Suche nach ihr. Als die Zwerge ihm berichten, was geschehen ist, bittet er sie, ihm Schneewittchen in ihrem gläsernen Sarg zu überlassen. Noch während die kleinen Männer den zuvor abgestellten Glassarg wieder anheben, stolpert einer von ihnen, sodass der Sarg zu Boden fällt. Dabei löst sich das Apfelstückchen, das in Schneewittchens Hals stecken geblieben war, und die junge Frau erwacht wieder zum Leben.
Die Königin hat inzwischen zu einem Fest geladen, da sie nun wieder, so glaubt sie zumindest, die Schönste im ganzen Land ist, da die verhasste Stieftochter ihren letzten Anschlag nicht überlebt hat. Als Schneewittchen gemeinsam mit dem Prinzen den Festsaal betritt, glaubt die Königin ihren Augen nicht trauen zu können. Es kommt jedoch noch schlimmer für sie, denn die Anwesenden verlangen nun den Tod der bösen Frau. Ausgerechnet Schneewittchen setzt sich für sie ein, weil sie dem Beispiel ihrer bösen Stiefmutter nicht folgen will. So wird die Königin nur aus dem Königreich verbannt. Schneewittchen aber und ihr Prinz feiern Hochzeit.

## Hintergrund

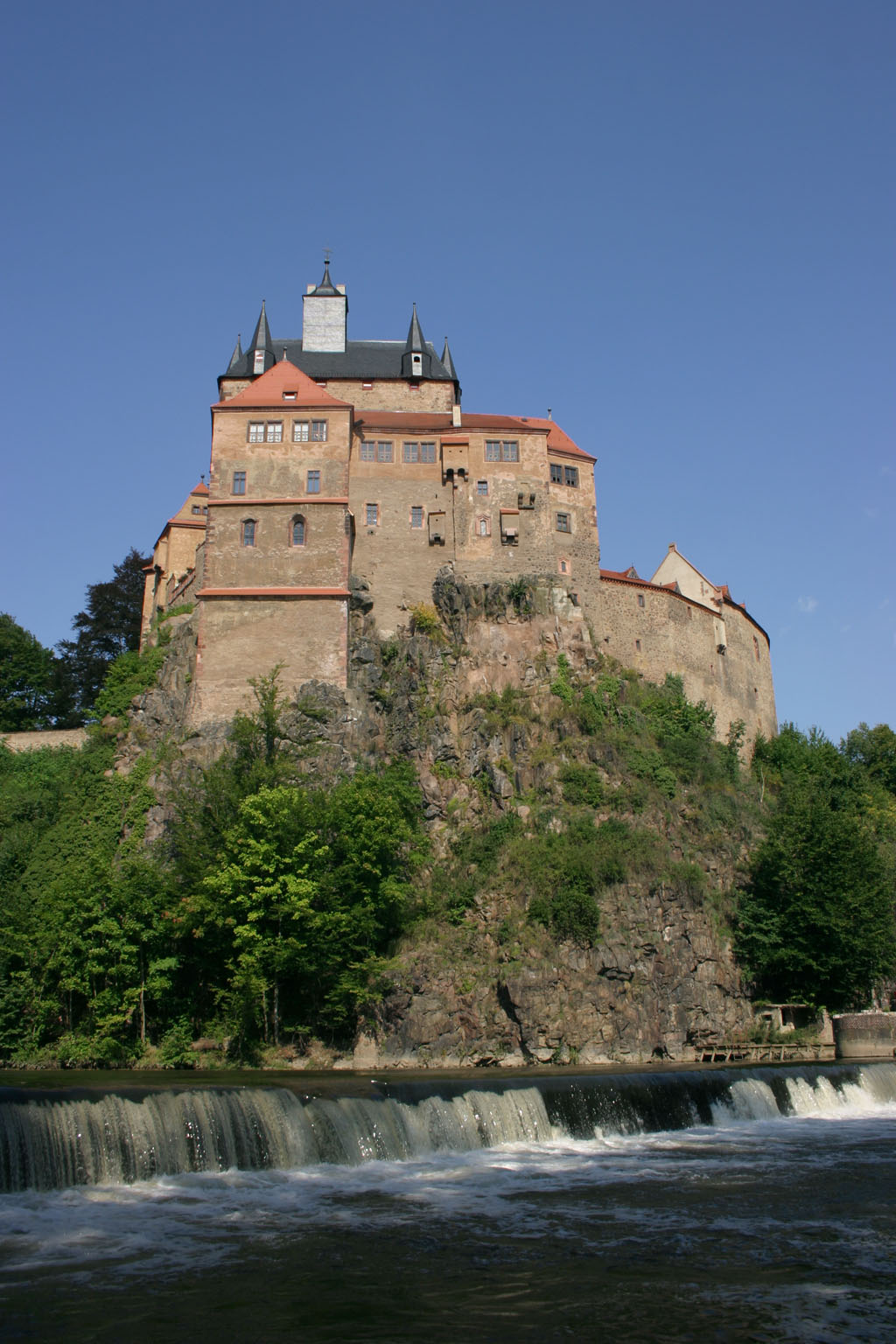
Burg Kriebstein

Die Dreharbeiten fanden im Sommer 2009 unter anderem in der Burg Kriebstein bei Waldheim in Sachsen, in der Baumannshöhle in Rübeland im Landkreis Harz und im Kloster Ilsenburg in Sachsen-Anhalt statt. Produktionsfirmen waren Saxonia Media Filmproduktion und Moviepool. Die Erstausstrahlung war am 25. Dezember 2009. Ein Making-of zum Film wurde in der Reihe Karen in Action gezeigt.
Die zum Zeitpunkt der Dreharbeiten neunzehnjährige Laura Berlin, die zuvor neben der Schulausbildung als Model gearbeitet hatte, tritt mit der Hauptrolle Schneewittchen zum ersten Mal als Schauspielerin im Fernsehen auf. Nach einem Motorradunfall Jörg Schüttaufs mussten die Dreharbeiten zwischenzeitlich verschoben werden. Schüttauf war während des weiteren Drehs aufgrund der erlittenen Verletzung und einer Knieoperation gehbehindert.

## Rezeption
Prisma TV Guide nennt die „aufwändig ausgestattete und prominent besetzte Neuverfilmung“ „sehenswert“. Die Fernsehzeitschrift Gong urteilt „Eine bezaubernde Neuverfilmung“ und erteilt als Wertung fünf von sechs möglichen Punkten (sehr gut). Laut Lexikon des internationalen Films handelt es sich um eine „Kindgerechte Märchenverfilmung, die sich eng an die Vorlage hält.“
Das Erste rief seine Zuschauer auf, über die beliebtesten Verfilmungen der Märchen der Brüder Grimm abzustimmen, die innerhalb der Reihe Sechs auf einen Streich in den Jahren 2008 bis 2011 liefen. Dabei gingen bis zum 28. Oktober 2012 rund 10.000 Stimmen ein. Schneewittchen belegte unter den 20 Filmen den fünften Rang.

## Auszeichnungen
- 2010: Preis des russischen Kulturzentrums beim Kinder- und Jugendfilmfestival Art Amphora in Sofia, Bulgarien[8]